# Andrea Vigentini
Andrea Vigentini (Milano, 8 aprile 1985) è un cantante, compositore e musicista italiano.

## Biografia
Andrea Vigentini nasce a Milano nel 1985. 
Sin da piccolo si appassiona alla musica e inizia a studiare canto, pianoforte e successivamente chitarra. Nel 2007 entra a far parte del Bevoice Gospel Choir col quale partecipa a numerosi concerti in Italia e all’estero.

### Gli inizi e la carriera solista
Partecipa ad alcune trasmissioni televisive regionali in Lombardia (Antenna 3 Lombardia, Telelombardia) e nel 2007 prende parte in qualità di corista al tour europeo di Milva.
Nel Novembre del 2010 entra a far parte dei titolari della scuola di Amici di Maria De Filippi  e durante il corso del programma presenta il suo inedito La Fortuna, prodotto da Davide Bosio e Davide Canazza.
Seguiranno ospitate e concerti in tutta Italia.
Dal 2013 svolge un’intensa attività come turnista in studio e vocalist per produzioni, spot e jingle radiofonici per alcune tra le principali radio italiane: R101, RDS, Discoradio, Dimensione Suono Roma, Radio Kiss Kiss, Radionorba.
Nel 2015 presta la sua voce alla reinterpretazione della sigla di Jeeg robot d’acciaio nello spot per la raccolta fondi della Fondazione TOG con la voce narrante dell’attore Filippo Timi.
Nel Dicembre 2018 pubblica per Mescal il singolo “Magari” seguito qualche mese dopo da “Come va a finire” e “Come L’estate”.
Il 20 Aprile 2019 presenta il suo singolo “Come va a finire” durante il concerto di Ermal Meta al Forum di Assago (MI).
Nel maggio 2025 partecipa come vocalist a Sarabanda Celebrity, game show condotto da Enrico Papi su Italia 1.

### Collaborazioni con altri artisti
Dal 2016 al 2024 in tour con Ermal Meta ricopre il ruolo di corista e chitarrista svolgendo un’intensa attività live sia in Italia che in Europa, prendendo parte ai maggiori show televisivi: Amici di Maria De Filippi, Wind Music Awards, Wind Summer Festival, Concerto del Primo Maggio, Radio Italia Live, Battiti Live.
Nel 2018 insieme a Roberto Maccaroni partecipa all’Eurovision Song Contest come backing vocals per Ermal Meta e Fabrizio Moro, in gara con la canzone “Non mi avete fatto niente” vincitrice del Festival di Sanremo 2018. 

### Attività di autore
Parallelamente alla carriera da solista svolge un'attività di autore collaborando e scrivendo brani per artisti quali Ermal Meta, Nek, Einar, Sugarfree, Niccolò Agliardi, Paula Romina, Micaela, Davide Mogavero.
Insieme ad Andrea Bonomo e Nek scrive il singolo di quest'ultimo “Alza la radio” contenuto nell'album “Il mio gioco preferito: parte prima” pubblicato il 10 maggio 2019.
Negli anni successivi, continua a scrivere per diversi artisti, tra cui Calma, LDA, Albe e CARA. 
In particolare, ha collaborato con Ermal Meta alla scrittura dei brani Io e te, in duetto con Levante, e Il campione, entrambi inclusi nell'album Buona fortuna.

## Discografia

### Singoli
- 2010 – La Fortuna
- 2018 – Magari
- 2019 – Come va a finire
- 2019 – Come l'estate
- 2019 – Un giorno semplice
- 2020 – Dall'altra parte del cielo
- 2020 – Oltre tutto l'amore che c'è

### Videoclip
- 2018 – Magari
- 2019 – Come va a finire
- 2019 – Come l'estate
- 2019 – Un giorno semplice
- 2020 – Dall'altra parte del cielo

## Autore e compositore per altri cantanti
| Anno | Titolo                       | Interprete               | Album                               |
| ---- | ---------------------------- | ------------------------ | ----------------------------------- |
| 2009 | Resto così                   | Sugarfree                | In Simbiosi                         |
| 2011 | Mille Scuse                  | Micaela                  | Fuoco e Cenere                      |
| 2014 | Ealing (Ti abbraccio da qui) | Niccolò Agliardi         | Io non ho finito                    |
| 2015 | Certi Giorni                 | Davide Mogavero          | Davide Mogavero                     |
| 2018 | Imperfecta                   | Paula Romina             | Libre                               |
| 2019 | La poesia di un imprevisto   | Einar                    | Parole nuove                        |
| 2019 | Alza la radio                | Nek                      | Il mio gioco preferito: parte prima |
| 2023 | Sabato sera                  | Calma                    | Sabato Sera (singolo)               |
| 2023 | Scappi o rimani              | LDA                      | Quello che fa bene                  |
| 2023 | Ultras                       | Albe                     | Ultras (singolo)                    |
| 2024 | Io e te                      | Ermal Meta feat. Levante | Buona fortuna                       |
| 2024 | Fulmini                      | CARA                     | Fulmini (singolo)                   |
| 2025 | Il campione                  | Ermal Meta               | Buona fortuna                       |

1. ↑   Nina Segatori, AMICI 10. I CANTANTI: ANDREA VIGENTINI, su Davide Maggio, 14 dicembre 2010. URL consultato il 17 marzo 2025.
2. ↑   eurofestival, Eurovision 2018, per Meta e Moro due coristi: Andrea Vigentini e Roberto Maccaroni, su eurofestivalnews.com, 5 maggio 2018. URL consultato il 17 marzo 2025.
3. ↑   Fulmini - CARA, su EarOne, 13 novembre 2024. URL consultato il 17 marzo 2025.

1. ↑   Andrea Vigentini, da Amici a Ermal Meta e al palco dell’Eurovision Song Contest 2018, su Music Fanpage, 6 maggio 2018. URL consultato il 17 marzo 2025.
2. ↑   Simone Zani, Videointervista ad Andrea Vigentini. Ecco il cantautore tra Milva, Amici, Ermal Meta e “Magari”, su All Music Italia, 19 gennaio 2019. URL consultato il 17 marzo 2025.
3. ↑   Un giorno semplice: il nuovo brano di Andrea Vigentini su Radio Italia, su Radio Italia. URL consultato il 17 marzo 2025.